# Pelourinho da Guarda
O Pelourinho da Guarda (ou Cruzeiro da Guarda) está localizado no Largo João de Almeida, em frente à Igreja da Misericórdia. O Pelourinho foi concedido à cidade em 1199, quando D.Sancho I concede a Carta de Foral à povoação. No século XIX, o monumento foi dado como desaparecido. Foi eventualmente encontrado no Santuário do Senhor Jesus do Bonfim, sendo eventualmente colocado na sua posição atual na 2ª metade do século XX.
O Pelourinho é feito de granito, e possui uma base e fuste octogonal. Uma cruz reaproveitada de uma Cruzeiro foi colocada no seu capitel, mas é desconhecido quando esta alteração foi feita.